# Бааде, Вальтер
| Открыл астероидов : 10 | Открыл астероидов : 10 |
| ---------------------- | ---------------------- |
| (930) Вестфалия        | 10 марта 1920          |
| (934) Тюрингия         | 15 августа 1920        |
| (944) Идальго          | 31 октября 1920        |
| (966) Муши             | 9 ноября 1921          |
| (967) Гелионапе        | 9 ноября 1921          |
| (1036) Ганимед         | 23 октября 1924        |
| (1103) Секвойя         | 9 ноября 1928          |
| (1566) Икар            | 27 июня 1949           |
| (5656) Олдфилд         | 8 октября 1920         |
| (7448) Pöllath         | 14 января 1948         |

Ва́льтер Ба́аде (нем. Walter Baade; 24 марта 1893, Шрёттингхаузен, Германская империя, — 25 июня 1960, Гёттинген, ФРГ) — немецкий астроном и астрофизик.

## Биография
Вальтер Бааде, сын учителя, окончил школу в 1912 году, после изучал в университетах Мюнстера и Гёттингена математику, физику, астрономию и геофизику. По окончании Гёттингенского университета (1918) был принят на работу в обсерваторию Гамбургского университета. Его работы были посвящены кометам, астероидам, переменным звёздам. Работая в астрономической обсерватории, 30 октября 1920 года он совершил открытие астероида Идальго, а 23 октября 1924 года открыл астероид (1036) Ганимед. До 1931 работал в Гамбурге. Астероид (966) Муши, открытый в 1921 году, назван в честь жены астронома.
С 1931 по 1958 годы жил в США и работал на крупнейших телескопах Маунт-Вилсоновской и Паломарской обсерваторий. В 1933 году совместно с Ф. Цвикки предсказал существование нейтронных звёзд, а также возникновение нейтронных звёзд и космических лучей в результате взрывов сверхновых, что впоследствии подтвердилось.
После начала войны с Германией, выяснилось, что приехавший в 1931 году в США Бааде не имеет никаких кроме немецких документов (у него не было вида на жительство в США), то есть является представителем враждебного государства. Военные власти поместили его под домашний арест на обсерватории Маунт-Вилсон, где он пользовался исключительными условиями: ввиду светомаскировки наблюдениям не мешала засветка от огней Лос-Анджелеса, всё наблюдательное время принадлежало самому Бааде — прочие сотрудники обсерватории были призваны на военную службу.
В 1943 году Бааде удалось разложить на звёзды центральную часть спиральной галактики Андромеды и её спутника — эллиптическую галактику. Проводя наблюдения ближайших галактик с помощью 100-дюймового телескопа на Маунт-Вилсон, он доказал, что в центральной области галактики Андромеды концентрируются звёзды того же типа, что и в шаровых скоплениях и эллиптических галактиках — это население II, старейшие объекты Вселенной. В спиральных рукавах этой галактики Бааде обнаружил концентрацию пыли и газа, наряду с молодыми звёздами высокой светимости — население I. Вскоре эти различия объяснила теория звёздной эволюции, на основе которой стали понятны корреляции между пространственным распределением, химическим составом и кинематикой звёзд. В 1949 году открыл астероид Икар, орбита которого заходила внутрь орбиты Меркурия.
В 1952 году пришёл к выводу, что употреблявшуюся до того времени шкалу межгалактических расстояний нужно удвоить. Более поздние работы посвящены строению и развитию Млечного Пути и других галактик.
В 1958 году вернулся в Германию, работал в Гёттингенском университете.

## Награды

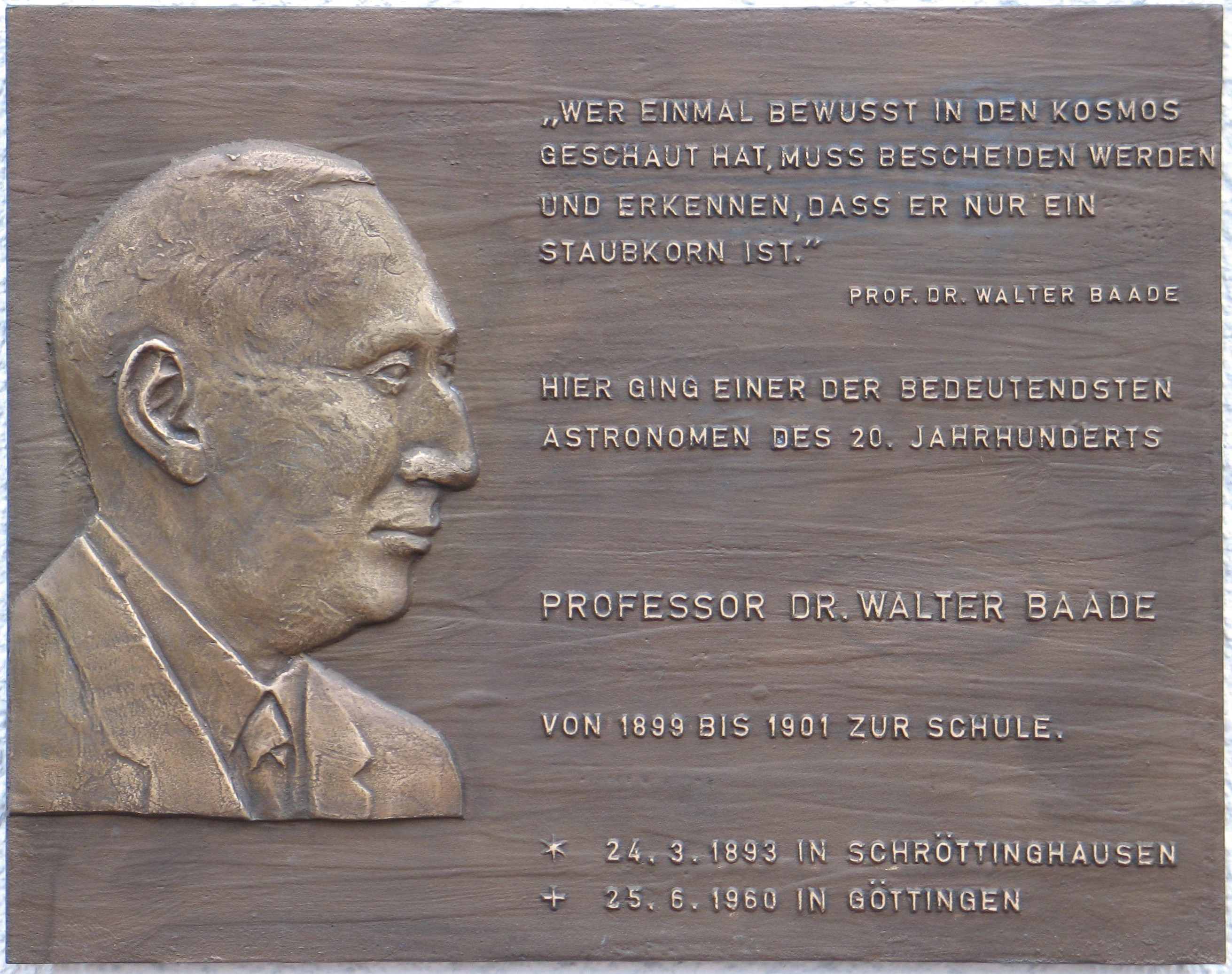
Мемориальная доска Вальтера Бааде в родном городе

- Золотая медаль королевского астрономического общества (1954).
- Медаль Кэтрин Брюс Тихоокеанского астрономического общества (1955)[1].
- Премия Генри Норриса Рассела Американского астрономического общества (1958)[2].

Астероид под номером 1501 носит его имя. В честь Бааде названо также открытое им «окно Бааде» — область неба, относительно свободная от межзвёздной пыли, через которую возможно наблюдение галактического центра. Кроме этого в его честь назван кратер на Луне.